# Целус
Целус — (лат.  Caelus, Coelus) (Келус), в римской мифологии божество неба, сын Эфира и Дня, отец Сатурна.
Отец Януса, Сатурна и Оп. В римской мифологии — персонификация неба (лат. caelum).

## Этимология
Имя божества происходит от caelum — небо.

## Мифология
Целус заменил Урана в латинских версиях мифа о Сатурне. Но не все ученые считают его греческим заимствованием, некоторые считают его «чисто римским».

## Культ
Нет данных о наличии собственного отдельного культа Целуса.